# Chiesa di San Bartolomeo (Casore del Monte)
La chiesa di San Bartolomeo è un edificio religioso situato a Casore del Monte, frazione di Marliana, in provincia di Pistoia.

## Storia
Modificata all'interno a partire dalla seconda metà del secolo XVI, faceva parte di un castello già ricordato dai documenti nell'anno 940 e di cui il campanile costituiva una torre difensiva; il campanile è anche attualmente la parte dell'edificio che meglio testimonia l'origine romanica di tutto il complesso, con la sua struttura perfettamente conservata e mai soggetta ad alterazioni strutturali.